# Itō (localitate)

Itō (伊東市 Itō-shi?) este un municipiu din Japonia, prefectura Shizuoka.